# Roxitromicină
Roxitromicina este un antibiotic din clasa macrolidelor, fiind un derivat al eritromicinei cu grupă funcțională oximă. Este utilizat în tratamentul unor infecții bacteriene.
Molecula a fost patentată în 1980 și aprobată pentru uz medical în 1987.